# ورنر پوخت
ورنر پوخت (آلمانی: Werner Pochath؛ ‏ ۲۹ سپتامبر ۱۹۳۹ – ۱۸ آوریل ۱۹۹۳) بازیگر اهل اتریش بود. وی بین سال‌های ۱۹۵۹ تا ۱۹۹۳ میلادی فعالیت می‌کرد.
از فیلم‌هایی که وی در آن نقش داشته است، می‌توان به بازگشت سپیددندان، ونوس خزپوش، سکوت بزرگ، مهاجم، تودهنی، شکارچی اهریمن و پاگنده به آفریقا می‌رود اشاره کرد.